# Zavety Il'iča (Territorio dell'Altaj)
Zavety Il'iča (in lingua russa Заветы Ильича) è un centro abitato del Territorio dell'Altaj, situato nell'Alejskij rajon.